# Alcoy
Alcoy (hiszp. wym. [alˈkoi]), Alcoi (walenc. wym. [alˈkɔj]) – miasto w Hiszpanii, we wspólnocie autonomicznej Walencja. Położone u stóp gór Serra de Mariola. Rozwinięty przemysł papierniczy, a także maszynowy.

## Historia
- 60 000 p.n.e. – pierwsze ślady osadnictwa w rejonie dzisiejszego miasta;
- 1256 – pierwsze świadectwa istnienia osady miejskiej;
- 1291 – król Jakub II nadaje miasto Rogerowi de Lauria, którego potomkowie władają miastem aż do 1430 roku;

## Gospodarka
W mieście rozwinął się przemysł włókienniczy, papierniczy, maszynowy oraz spożywczy.

## Zabytki
- Museo de la Fiesta – eksponuje kostiumy z odbywającego się tutaj co roku pod koniec kwietnia 3-dniowej uroczystości zwanej Moros y cristianos (Maurowie i chrześcijanie). Święto to organizowane jest na pamiątkę wygnania Maurów z Hiszpanii w 1276 roku.
- Muzeum Archeologiczne (Museo Arqueologico) z bogatą kolekcją ceramiki iberyjskiej.